# Mount Verhaegen
Mount Verhaegen (französisch Mont Verhaegen) ist ein eisfreier und 2300 m hoher Berg im ostantarktischen Königin-Maud-Land. Er ragt unmittelbar westlich des Mount Perov in den Belgica Mountains auf.
Teilnehmer der Belgischen Antarktis-Expedition 1957/58 unter Gaston de Gerlache de Gomery (1919–2006) entdeckt ihn. Namensgeber ist Pierre Verhaegen (* 1923), ein Mitarbeiter der Forschungsreise.